# Bridge the World
Bridge the World – pierwszy japoński album studyjny południowokoreańskiej grupy NU’EST, wydany 18 listopada 2015 roku przez Ariola Japan.
Osiągnął 7 pozycję w rankingu Oricon i pozostawał na liście przez 2 tygodnie. Album został wydany w trzech edycjach: regularnej i 2 limitowanych (wer. A i B).

## Lista utworów
Wersja regularna
| CD  | CD                                           | CD                 | CD                               | CD             | CD      |
| Nr  | Tytuł utworu                                 | Tekst              | Kompozycja                       | Aranżacja      | Długość |
| --- | -------------------------------------------- | ------------------ | -------------------------------- | -------------- | ------- |
| 1.  | „Access to You”                              | Chiemi Itō         | SiZK, Musoh                      | SiZK           | 4:38    |
| 2.  | „Let's go Crazy!”                            | U-cha              | U-cha                            | U-cha          | 2:56    |
| 3.  | „Cherry”                                     | Chiemi Itō         | SiZK, Musoh                      | SiZK           | 3:49    |
| 4.  | „Bridge the World”                           | Katsuhiko Yamamoto | Katsuhiko Yamamoto, Uru          | Uru            | 5:13    |
| 5.  | „NA.NA.NA.Namida” (jap. NA.NA.NA.涙)         | Nice73             | Bruce, Mason                     | Bruce, Mason   | 3:59    |
| 6.  | „Ame nochi eien” (jap. 雨のち永遠)           | Nice73             | Kenji Kabashima, WolfJunk        | WolfJunk       | 4:31    |
| 7.  | „Flying Angel”                               | Nice73             | Uru, Maxx Song, Casper           | Uru            | 4:04    |
| 8.  | „Koisuru Wonderland” (jap. 恋するWonderland) | Nice73             | Seiji Motoyama, Andrew Choi, 220 | Seiji Motoyama | 3:30    |
| 9.  | „Shalala Ring”                               | Nice73             | Bruce                            | Bruce          | 3:33    |
| 10. | „Hey, Love” (Japanese ver.)                  | Nice73             | Yong Ji-seok                     | Yong Ji-seok   | 3:50    |

Wersja limitowana A
| CD  | CD                                                                     | CD                             | CD                               | CD                            | CD      |
| Nr  | Tytuł utworu                                                           | Tekst                          | Kompozycja                       | Aranżacja                     | Długość |
| --- | ---------------------------------------------------------------------- | ------------------------------ | -------------------------------- | ----------------------------- | ------- |
| 1.  | „Access to You”                                                        | Chiemi Itō                     | SiZK, Musoh                      | SiZK                          | 4:38    |
| 2.  | „Let's go Crazy!”                                                      | U-cha                          | U-cha                            | U-cha                         | 2:56    |
| 3.  | „Cherry”                                                               | Chiemi Itō                     | SiZK, Musoh                      | SiZK                          | 3:49    |
| 4.  | „Bridge the World”                                                     | Katsuhiko Yamamoto             | Katsuhiko Yamamoto, Uru          | Uru                           | 5:13    |
| 5.  | „NA.NA.NA.Namida” (jap. NA.NA.NA.涙)                                   | Nice73                         | Bruce, Mason                     | Bruce, Mason                  | 3:59    |
| 6.  | „Ame nochi eien” (jap. 雨のち永遠)                                     | Nice73                         | Kenji Kabashima, WolfJunk        | WolfJunk                      | 4:31    |
| 7.  | „Flying Angel”                                                         | Nice73                         | Uru, Maxx Song, Casper           | Uru                           | 4:04    |
| 8.  | „Koisuru Wonderland” (jap. 恋するWonderland)                           | Nice73                         | Seiji Motoyama, Andrew Choi, 220 | Seiji Motoyama                | 3:30    |
| 9.  | „Shalala Ring”                                                         | Nice73                         | Bruce                            | Bruce                         | 3:33    |
| 10. | „Hey, Love” (Japanese ver.)                                            | Nice73                         | Yong Ji-seok                     | Yong Ji-seok                  | 3:50    |
| 11. | „Cherry” (English ver.) (Bonus Track)                                  | Seiji Motoyama                 | SiZK, Musoh                      | SiZK                          | 3:49    |
| 12. | „Bridge the World” (English ver.) (Bonus Track)                        | Seiji Motoyama                 | Katsuhiko Yamamoto, Uru          | Uru                           | 5:14    |
| 13. | „I’m Bad” (Bonus Track)                                                | Lee Si-hyung, Kim Hyun-joo, JR | Lee Si-hyung, Kim Hyun-joo       | Lee Si-hyung, Kim Hyun-joo    | 3:29    |
| 14. | „Boku to onaji ocha o nonde” (jap. 僕と同じお茶を飲んで) (Bonus Track) | Kim Kang-hoon, Cho Sung-kwang  | Kim Kang-hoon, Cho Sung-kwang    | Kim Kang-hoon, Cho Sung-kwang | 3:46    |
| 15. | „Kōishō” (jap. 後遺症) (Bonus Track)                                   | FROMM                          | FROMM                            | FROMM, Andi Roselund          | 4:24    |

Wersja limitowana B
| CD  | CD                                           | CD                 | CD                               | CD                 | CD      |
| Nr  | Tytuł utworu                                 | Tekst              | Kompozycja                       | Aranżacja          | Długość |
| --- | -------------------------------------------- | ------------------ | -------------------------------- | ------------------ | ------- |
| 1.  | „Access to You”                              | Chiemi Itō         | SiZK, Musoh                      | SiZK               | 4:38    |
| 2.  | „Let's go Crazy!”                            | U-cha              | U-cha                            | U-cha              | 2:56    |
| 3.  | „Cherry”                                     | Chiemi Itō         | SiZK, Musoh                      | SiZK               | 3:49    |
| 4.  | „Bridge the World”                           | Katsuhiko Yamamoto | Katsuhiko Yamamoto, Uru          | Uru                | 5:13    |
| 5.  | „NA.NA.NA.Namida” (jap. NA.NA.NA.涙)         | Nice73             | Bruce, Mason                     | Bruce, Mason       | 3:59    |
| 6.  | „Ame nochi eien” (jap. 雨のち永遠)           | Nice73             | Kenji Kabashima, WolfJunk        | WolfJunk           | 4:31    |
| 7.  | „Flying Angel”                               | Nice73             | Uru, Maxx Song, Casper           | Uru                | 4:04    |
| 8.  | „Koisuru Wonderland” (jap. 恋するWonderland) | Nice73             | Seiji Motoyama, Andrew Choi, 220 | Seiji Motoyama     | 3:30    |
| 9.  | „Shalala Ring”                               | Nice73             | Bruce                            | Bruce              | 3:33    |
| 10. | „Hey, Love” (Japanese ver.)                  | Nice73             | Yong Ji-seok                     | Yong Ji-seok       | 3:50    |
| 11. | „Koisuru hi” (jap. 恋する日) (Bonus Track)   | Katsuhiko Yamamoto | Katsuhiko Yamamoto               | Katsuhiko Yamamoto | 5:30    |

## Notowania
| Lista                     | Najwyższa pozycja |
| ------------------------- | ----------------- |
| Oricon Weekly Album Chart | 7                 |
| Gaon Weekly Album Chart   | 34                |

## Sprzedaż
| Lista                         | Najwyższa pozycja |
| ----------------------------- | ----------------- |
| Japonia (Oricon)              | 22 754+           |
| Korea Południowa (Gaon Chart) | 2824+             |